# تاكاماسا يامازاكي
تاكاماسا يامازاكي (باليابانية: 山﨑 貴雅) (17 مارس 1992 في غيفو في اليابان – )؛ هو لاعب كرة قدم ياباني سابق كان يلعب كمدافع.

## وصلات خارجية
- تاكاماسا يامازاكي على موقع رابطة كرة القدم اليابانية للمحترفين (اليابانية)
- تاكاماسا يامازاكي على موقع قاعدة بيانات كرة القدم.إي يو (الإنجليزية)
- تاكاماسا يامازاكي على موقع Soccerway.com (الإنجليزية)